# Ураган Хилда
Ураган Хилда (порт. Hilda furacão) бразилска је минителеновела, продукцијске куће Реде Глобо, снимана 1998.
У Србији је приказивана 2002. на БК телевизији.

## Синопсис
Малтус, Арамел и Роберто су тројица младића који су цело своје детињство провели заједно у малом месту Сантана дос Фероси, а мештани су их назвали „Три мускетара“. Након завршетка гимназије, сва тројица су спаковали своје кофере и кренули пут града Бело Хоризонте. Малтус је желео да постане свештеник и да се настани у реду Доминиканаца у самостану; Арамел је на другу страну хтео да постане глумац у холивудским филмовима, а Роберто је сањао о спровођењу револуције која ће променити свет.
На другом крају града, упознајемо младу и лепу Хилду Муљер, која управо треба да се уда, али одустаје баш пред венчање. Пре тога, одлази код врачаре Мадам Жанет, која јој открива њену будућност … Наиме, праву љубав упознаће само када изгуби драгу ципелу, која ће на крају пронаћи љубав њеног живота. Хилда напушта родитељски дом и одлази у Зону Боемија у Бело Хоризонтеу. У белој венчаници улази у бордел у којем живе проститутке, бескућници, трансвестити и улази у собу 304. Убрзо, постане најпознатија проститутка у граду — фатална жена, без стида, па јој њен пријатељ Синтура Фина назове Ураган Хилда. Мисија Оца Малтуса тада постаје: истерати ђавола из фаталне Хилде. Али, ствари се додатно компликују кад у ноћи сусрета, Хилда изгуби ципелу, а пронађе је управо Малтус… Долазе и нови проблеми за бордел, једна друштвена странка га жели забранити док се друга томе противи…

## Улоге
| Глумац:            | Улога:            |
| ------------------ | ----------------- |
| Ана Паула Аросио   | Хилда             |
| Родриго Санторо    | Малтус            |
| Дантон Мело        | Роберто           |
| Пауло Аутран       | Отац Нелсон       |
| Ева Тодор          | Лоло              |
| Рожерио Кардосо    | Вентура           |
| Синиња де Паула    | Лусијанара        |
| Роси Кампос        | Марија Томба Онем |
| Матеус Нактергаеле | Ситура Фина       |
| Елијана Жијардини  | Берта Милер       |
| Палома Дуарте      | Леонор            |
| Луис Мело          | Отац Сиро         |
| Валдерез де Барос  | Сијана Друмонд    |
| Дебора Дуарте      | Каозиња Друмонд   |
| Зезе Полеса        | Ненем             |
| Тијаго Ласерда     | Арамел            |
| Стенио Гарсија     | Тонико            |